# Википедија на панонском русинском језику
Википедија на панонском русинском језику је верзија Википедије на панонском русинском која је настала 17. октобра 2024. године.

## Историја
Новинар, русински културни радник и публициста Гавра Кољесар покренуо је 2017. године иницијативу за регистрацију русинског језика у Међународној организацији за стандардизацију у чему су уз њега учествовали и Јулијан Рамач, Хелена Међеши и Михајло Фејса. Део учесника овога процеса дошао је са водећих русинских културних и научних институција у Војводини као што су Одсек за русинистику Универзитета у Новом Саду, Матица русинска и Културно-просветно друштво Док из Новог Сада. Почетна пријава за доделу ISO стандарда одбијена је 2019. године али је након другог покушаја 20. јануара 2022. године, објављено да је русински језик из Војводине званично регистрован у међународном стандарду ISO 639-3 са идентификационим кодом "rsk".
По додели стандарда Кољесар је активно започео процес рада на покретању нове Википедије кроз локализацију софтвера превођењем око 4.000–5.000 речи, фраза и израза које Википедија користи у интеракцији са посетиоцима. Након тога, активиран је Викимедијин инкубатор у којему су сакупљани чланци пре објаве саме Википедије. У иницијалним покушајима изградње заједнице уређивача будућег пројекта, идеју је Михајло Фејса средином октобра 2022. године представио и ученицима русинског одељења гимназије у Руском Крстуру. Википедија на панонском русинском језику постала је доступна 14. октобра 2024. године када су из инкубатора у главни простор пребачени тадашњих 480 чланака.